# گالوویچ
گالوویچ (به صربی: Galović) یک منطقهٔ مسکونی در صربستان است که در کوتسیوا واقع شده‌است.